# Nanatsu no Umi no Tico
Nanatsu no Umi no Tico (七つの海のティコ lit. Tico de los siete mares?), también conocida como Tico y sus amigos (Tico and Friends), es una serie de anime emitida originalmente en Japón en el año 1994 como parte del programa infantil World Masterpiece Theater o Meisaku de Nippon Animation.  El programa produjo una gran variedad de series de animación basadas en diferentes obras literarias infantiles; entre ellas estaban "Los chicos de Jo" (1993) y "Los cielos azules de Romeo" (1995), sin embargo, Tico y sus amigos es diferente a las demás en su categoría ya que es la única que no está basada en una obra literaria infantil. También fue la primera serie del World Masterpiece Theater que no fue emitida en España, no obstante tuvo una amplia difusión en varios países de América Latina en donde la serie es muy popular hasta hoy en día.

## Argumento
Nanami Simpson es una pequeña pelirroja que vive con su padre después de la muerte de su madre.  Su padre es un biologista marino y por eso ambos viajan en un pequeño barco, el Peperonchino. El señor Scott Simpson viaja en busca de un tipo de ballena llamada "ballena luminosa".  Cuando se encuentra con los huesos y los restos de esta especie, está muy decepcionado y cambia su misión.  Ahora trabajará para el cuidado y la preservación de estas criaturas.  Nanami se hace amiga de una ballena orca y la llama Tico, juntos viajan a través de los mares, descubriendo un sinfín de sus maravillas y disfrutando de ellas.

## Episodios
- 01. Nanami, la pequeña aventurera
- 02. Los piratas del Caribe
- 03. Las pandillas del Atlántico
- 04. Es momento de escapar
- 05. Nadie duerme en Río de Janeiro
- 06. El día en que conocimos a una ballena azul
- 07. Thomas está sólo en el Atlántico
- 08. El barco hundido del Zaire
- 09. El secreto del tesoro
- 10. El Peperonchino avanza tierra adentro
- 11. La princesa Nanami
- 12. La otra Nanami y la familia feliz
- 13. El peor día para Thomas
- 14. La abuela de Al en Sicilia
- 15. Nanami, la niña voladora
- 16. El bebé de Tico
- 17. La primera respiración de Junior
- 18. El compromiso de Cheryl
- 19. El pánico del yacimiento de petróleo
- 20. El pequeño Junior
- 21. La leyenda de la aurora
- 22. El misterio del hielo
- 23. Adiós, Tico
- 24. La canción de la ballena
- 25. A Japón, por la memoria de mamá
- 26. Nanami conoce a su madre
- 27. El barco fantasma
- 28. El batiscafo 2
- 29. La isla de la mariposa
- 30. El huevo milagroso
- 31. Cheryl y Scott están solos en una isla
- 32. El océano de los celacantos
- 33. El monstruo brillante
- 34. Levanten el mástil
- 35. La última oportunidad
- 36. La ballena luminosa está en peligro
- 37. La fortaleza de la Antártica
- 38. Guíanos, gran ballena luminosa
- 39. El círculo luminoso

## Temas musicales
- Japón: (Inicio) "Sea Loves You", (Cierre) "Twinkle Talk" cantadas por Mayumi Shinozuka.